# Brzózka (Blachownia)
Brzózka – dawna wieś, obecnie jedna z integralnych części miasta Blachowni.

## Historia
W 1827 r. we wsi było 27 domów i 183 mieszkańców. Od XIX w. do 1954 r. Brzózka należała do gminy Dźbów w powiecie częstochowskim, z przerwą na okres okupacji, kiedy znalazła się w powiecie Blachownia, wcielonym do rejencji opolskiej w hitlerowskiej III Rzeszy. Brzózka leży w Częstochowskim Obszarze Rudonośnym. W latach 1939–1943 funkcjonowała podziemna kopalnia rud żelaza "Brzózka" należąca do firmy "Wspólnota Interesów" Zakłady Górniczo-Hutnicze S.A. w Częstochowie. W czasach PRL działało tu kółko rolnicze oraz Klub Rolnika.
W latach 1975–1998 miejscowość administracyjnie należała do województwa częstochowskiego.

## Parafia
W 1782 r. wieś podlegała pod parafię w Konopiskach. W administracji kościoła katolickiego Brzózka od 1910 r. należy do parafii św. Michała Archanioła w Blachowni.